# Ptilodus
Ptilodus is een geslacht van uitgestorven zoogdieren uit de familie Ptilodontidae, die in het Paleoceen voorkwamen in Noord-Amerika.

## Kenmerken
Soorten uit dit geslacht hadden een lange grijpstaart en leefden waarschijnlijk in bomen. De dieren vertoonden veel overeenkomsten met de huidige eekhoorn. De poten waren aangepast om te klimmen en droegen sterke klauwen, waarmee ze zich vasthielden aan de takken. Het formaat van de verschillende soorten van Ptilodus varieerde. Zo had P. fractus met een vermoedelijk gewicht van vijfennegentig gram het formaat van een chipmunk; P. montanus was een van de grootste soorten met een lengte van dertig tot vijftig centimeter en een gewicht van zeshonderdvijftig gram, overeenkomend met dat van een grote gevlekte boomeekhoorn.

## Leefwijze
Het voedsel bestond uit noten en zaden, die de dieren met hun onderste premolaren (valse kiezen) kraakten. Deze kiezen waren groot en bladvormig.

## Vondsten
Fossielen van Ptilodus werden gevonden in Noord-Amerika, en dateren uit het Vroeg- tot Laat-Paleoceen en mogelijk het vroegste Eoceen. In Canada zijn vondsten gedaan in Alberta en Saskatchewan. In de Verenigde Staten zijn resten van Ptilodus gevonden in de staten Californië, Colorado, Montana, New Mexico, North Dakota, Texas, Utah en Wyoming.